# Ђустинијана (Бергамо)
Ђустинијана је насеље у Италији у округу Бергамо, региону Ломбардија.
Према процени из 2011. у насељу је живело 24 становника. Насеље се налази на надморској висини од 363 m.